# Jaime Andrés Gómez Ardila
Jaime Andrés Gómez Ardila, destacado deportista colombiano de la especialidad de Bolos que fue campeón suramericano en Medellín 2010 y campeón de Centroamérica y del Caribe en Mayagüez 2010.

## Trayectoria
La trayectoria deportiva de Andrés Gómez se identifica por su participación en los siguientes eventos nacionales e internacionales:

### Juegos Suramericanos
Fue reconocido su triunfo de ser el quinto deportista con el mayor número de medallas de la selección de  Colombia en los juegos de Medellín 2010.

#### Juegos Suramericanos de Medellín 2010
Su desempeño en la novena edición de los juegos, se identificó por ser el séptimo deportista con el mayor número de medallas entre todos los participantes del evento, con un total de 6 medallas:

- , Medalla de oro: Bolos Parejas Hombres
- , Medalla de oro: Bolos Terna masculina
- , Medalla de oro: Bolos Equipos 4 Jugadores Hombres
- , Medalla de oro: Bolos Equipos Hombres Todos los Eventos
- , Medalla de oro: Bolos Masters Hombres
- , Medalla de plata: Bolos Individual masculino

## Campeonato Mundial de Bolos
Andrés Gómez junto a Jaime Monroy, Manuel Otálora, Fabio García y Jorge Romero ganaron la medalla de bronce por equipos en el Campeonato Mundial de Mayores Masculino de Bolos realizado en Múnich 2010.
- , Medalla de bronce: Equipo Hombres

### Juegos Centroamericanos y del Caribe
Fue reconocido su desempeño como parte de la selección de  Colombia en los juegos de Mayagüez 2010.

#### Juegos Centroamericanos y del Caribe de Mayagüez 2010
Su desempeño en la vigésima primera edición de los juegos, se identificó por obtener un total de 3 medallas:

- , Medalla de plata: Dobles
- , Medalla de plata: Equipos
- , Medalla de plata: Todos